# ورجنی
ورجنی (به لاتین: Verejeni) یک منطقهٔ مسکونی در مولداوی است که در Teleneşti District واقع شده‌است.